# تفتیش عقاید قرون وسطی

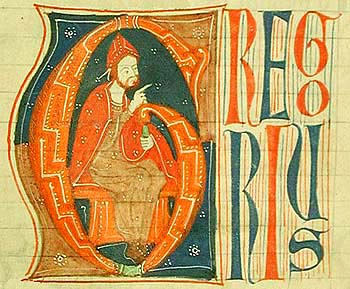
پاپ گرگوری نهم از نسخه خطی قرون وسطی: کتابخانه دانشگاه سالزبورگ، M III 97، 122 rb، تقریباً ۱۲۷۰

تفتیش عقاید قرون وسطی (انگلیسی: Medieval Inquisition) تفتیش عقاید کلیسای کاتولیک ارگانهای متهم به سرکوب بدعت دینی از حدود سال ۱۱۸۴، از جمله تفتیش عقاید اسقفی (۱۱۸۴–۱۲۳۰) و بعداً تفتیش عقاید پاپ (۱۲۳۰). تفتیش عقاید قرون وسطی در پاسخ به جنبش‌هایی که ارتداد یا بدعت کلیسای کاتولیک، به ویژه کاتاریسم و والدوسی‌ها در فرانسه جنوبی و ایتالیای شمالی.